# Elizabeth F. Ellet
Elizabeth Fries Lummis Ellet (18 de octubre de 1818-3 de junio de 1877) fue una escritora, historiadora y poetisa estadounidense. Fue la primera escritora en registrar las vidas de las mujeres que participaron en la guerra de Independencia de los Estados Unidos.
Nació en Nueva York bajo el nombre de Elizabeth Fries Lummis y publicó su primer libro, Poems, Translated and Original (Poemas, traducidos y originales), en 1835. Se casó con el químico William Henry Ellet y se mudaron a Carolina del Sur. Publicó varios libros y múltiples artículos en periódicos. En 1845 regresó a Nueva York y se asentó en su escena literaria. Se vio envuelta en un escándalo público que involucraba a Edgar Allan Poe y a Frances Sargent Osgood, y posteriormente en otro con Rufus Wilmot Griswold. Su obra más importante, The Women of the American Revolution (Las mujeres de la Revolución americana), se publicó en 1845. El libro, de tres volúmenes, reseñaba las vidas de las mujeres patriotas de la historia temprana de los Estados Unidos. Continuó escribiendo hasta su muerte en 1877.

## Primeros años
Elizabeth Fries Lummis nació en Sodus Point, Estado de Nueva York, el 18 de octubre de 1818. Su madre fue Sarah Maxwell
(1780-1849), hija del capitán de la guerra de Independencia de los Estados Unidos, John Maxwell. Durante la guerra, Maxwell fue teniente de la primera compañía del Condado de Sussex, y fue ascendido a capitán y enlistado en el Segundo Regimiento de la milicia del Condado de Hunterdon. Fue también capitán en el regimiento del coronel Spencer del ejército continental, desde el 7 de febrero de 1777 al 11 de abril de 1778. Posteriormente se enlistó en el ejército del general George Washington como capitán de una compañía de cien voluntarios conocidos como «la compañía de Maxwell».
Su padre fue William Nixon Lummis (1775-1833), un prominente doctor que estudió medicina en Filadelfia bajo la tutela del médico Benjamin Rush. A principios del siglo XIX, dejó Filadelfia y compró el estado Pulteney en Sodus Point, condado de Wayne, Nueva York. Elizabeth Lummis asistió al seminario femenino de Aurora, en la ciudad homónima, Nueva York, donde estudió, entre otras materias, francés, alemán e italiano. Su primera obra publicada, a sus 16 años, fue una traducción del Eufemio di Messina de Silvio Pellico.

## Carrera
En 1835 publicó su primer libro, intitulado Poems, Translated and Original (Poemas, traducidos y originales), en el que se incluía su tragedia Teresa Contarini, basada en la historia de Venecia, que fue interpretada con éxito en Nueva York y en otras ciudades. Por aquel tiempo, se casó con William Henry Ellet (1806-1859), un químico de Nueva York. Ellet se había graduado de la facultad de Columbia en Nueva York, donde había ganado una medalla de oro por su disertación sobre los componentes del cianógeno. La pareja se mudó a Columbia (Carolina del Sur) cuando se hizo profesor de química, mineralogía y geología en la facultad de Carolina del Sur en 1836. También descubrió un nuevo y más barato método de preparar nitrato de celulosa, por lo que el estado de Carolina del Sur le otorgó una placa de plata.
Durante este tiempo, Elizabeth Ellet publicó varios libros. En 1839 escribió The Characters of Schiller (Los personajes de Schiller), un ensayo crítico sobre el escritor Friedrich Schiller en el que incluyó su traducción de varios de sus poemas. En 1840 escribió Scenes in the Life of Joanna of Sicily (Escenas de la vida de Joanna de Sicilia), una historia del estilo de vida de la nobleza femenina, y Rambles about the Country (Paseos por el país), una vívida descripción de los paisajes que había observado durante sus viajes por los Estados Unidos. Continuó escribiendo poemas, traducciones y ensayos sobre la literatura europea, con los que contribuyó al American Monthly, al North American Review, al Southern Literary Messenger, al Southern Quarterly Review, y a otros periódicos escribiendo abundantemente en una amplia variedad de géneros.
En 1845, dejó a su esposo en el sur y se mudó de vuelta a Nueva York, donde retomó su lugar como miembro de la sociedad literaria junto a escritores como Margaret Fuller, Anne Lynch Botta, Edgar Allan Poe, Rufus Wilmot Griswold, Anna Cora Mowatt y Frances Sargent Osgood.

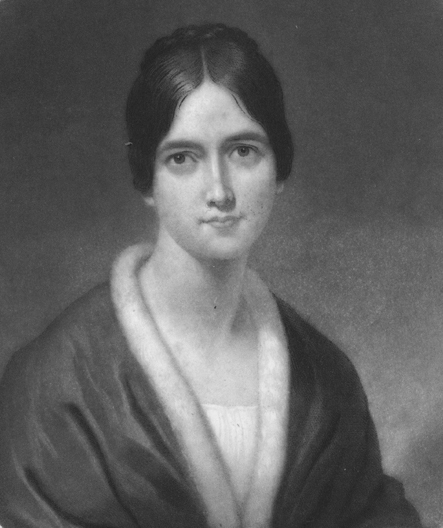
Frances Sargent Osgood, una de las personas, junto a Edgar Allan Poe, que se vieron envueltas en un escándalo con Ellet a mediados de la década de 1840.

### Escándalo
Durante ese tiempo Ellet participó en un notorio escándalo que involucraba a Edgar Allan Poe y a Frances Sargent Osgood, ambos casados con otras personas. Las versiones sobre los particulares del escándalo y la secuencia de eventos difieren entre sí. En ese momento, Poe estaba en la cima de su fama por su poema El cuervo. Varias mujeres activas dentro de los círculos literarios del momento le enviaban cartas, y entre ellas, Ellet y Osgood. Algunas de las cartas podrían haber sido de flirteo o amorosas. Ellet también solía pasar el tiempo discutiendo asuntos literarios con el escritor, por lo que es posible que haya competido con Osgood por su afecto. Poe escribió varios poemas para y sobre Osgood, incluyendo A Valentine (Tarjeta del día de San Valentín).
Durante una visita a la casa de Poe en enero de 1846, Ellet supuestamente vio algunas cartas de Osgood que le mostró la esposa del escritor, Virginia, y subsecuentemente aconsejó a la poetisa que pidiera que se las devolviesen, implicando que eran una indiscreción. En representación de Osgood, Margaret Fuller y Anne Lynch Botta le pidieron a Poe que devolviese las cartas. Él, enojado por su interferencia, sugirió que Ellet debería «cuidarse de sus propias cartas». En una de ellas, escrita en alemán, le pedía a Poe que «la visitara en su residencia esa noche», una frase que se presume debía tener fines seductivos, si bien él la ignoró o no la entendió. Luego reunió sus cartas y las dejó en casa de Ellet. A pesar de que ya se las había devuelto, Ellet le pidió a su hermano que «le exigiría en mi nombre las cartas». Su hermano, el coronel William Lummis, no creyó que se las hubiese entregado ya, y amenazó de muerte al escritor. Para defenderse, Poe le pidió una pistola a Thomas Dunn English, quien directamente no creía que Ellet le hubiese enviado carta alguna.
Samuel Stillman Osgood, esposo de Frances Sargent, amenazó con demandar a Ellet a menos que se disculpara formalmente. Elizabeth retiró sus declaraciones y se retractó en una carta a Frances en que decía: «La carta que me enseñó Mrs Poe debe haber sido una falsificación hecha por el propio Poe». Echó toda la culpa a Poe, sugiriendo que el incidente se había producido porque el escritor era «dado a la bebida, y proclive a actos de locura». Ellet difundió el rumor de la locura de Poe, que fue retomado por otros enemigos del autor e incluso vio la luz en las páginas de varios periódicos. El escándalo solamente concluyó cuando Osgood se reconcilió con su marido. Sin embargo, la frágil esposa de Poe, Virginia, quedó muy afectada por todo el asunto. Había venido recibiendo cartas anónimas sobre las supuestas indiscreciones de su marido ya desde julio de 1845. Se cree que Ellet estaba detrás de estos anónimos, que llegaron a alterar a Virginia hasta el punto de que en su lecho de muerte declararía que «Mrs. E.» había sido su asesina. Como Poe describió unos años más tarde: «Desdeñé a Mrs. E simplemente porque me repugnaba, y hasta este día no ha cesado su persecución anónima.»

### The Women of the American Revolution

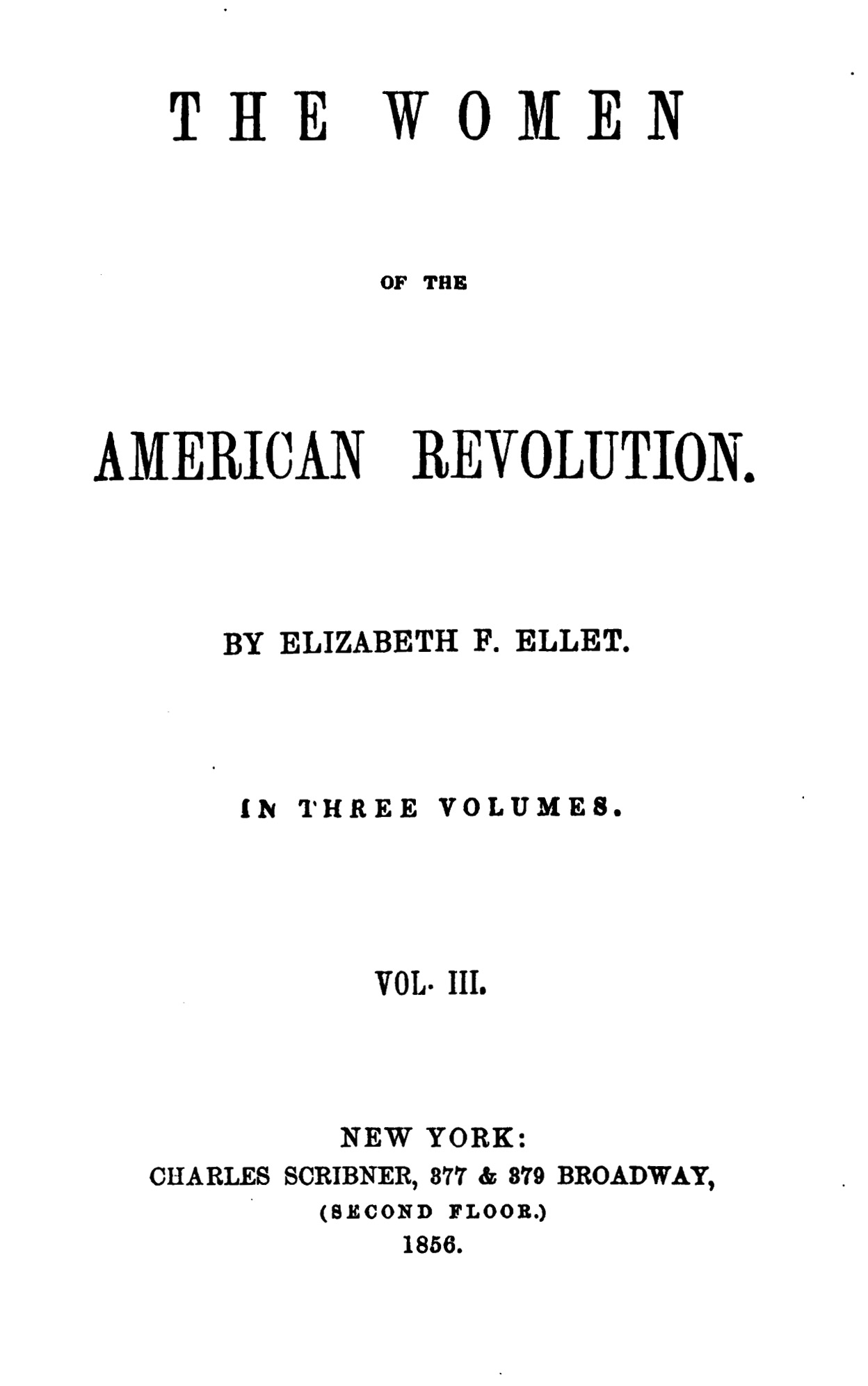
Primera página de la edición de 1856 de The Women of the American Revolution

Cerca de 1846, Ellet comenzó un enorme proyecto de escritura histórica; describir las historias y vidas de las mujeres que se sacrificaron y comprometieron con la guerra de independencia. Para hacerlo investigó cartas privadas sin publicar y diarios, y entrevistó a varios descendientes de las mujeres de los tiempos de la guerra y las fronteras. Fue la primera historiadora en llevar a cabo tal esfuerzo. Notó la «abundancia de material sobre la historia [masculina] de acción», e intentó añadir cierto balance contando el lado femenino, refiriéndose a las "madres" fundadoras como proveedoras del «cultivo en el santuario doméstico de ese amor por la libertad civil que luego se encendió en una flama y vertió luz en el mundo».
Encontró tanta información de tantas patriotas que la primera edición de The Women of the American Revolution (Las mujeres de la revolución americana) de 1848 tuvo que ser publicada en dos volúmenes, que fueron tan bien recibidos que se publicó en 1850 un tercer volumen con material adicional. Los historiadores posteriores consideran estos volúmenes su obra más importante. Además, Ellet también escribió Domestic History of the American Revolution (Historia doméstica de la revolución americana), en el que resumía el mismo material en narrativa y que también se publicó en 1850.
Ellet contó las historias de las mujeres de cada colonia y de todas las clases sociales, exceptuando a las afroamericanas, a las que decidió ignorar. Algunas de las mujeres sobre las que escribió, como Martha Washington, Abigail Adams, Mercy Otis Warren y Ann Eliza Bleecker, entre otras, eran famosas por mérito propio. También escribió sobre algunas más oscuras, pero de igual valor, las esposas que, frente a la invasión inglesa, criaban a sus hijos y defendían sus hogares. Escribió: «Es casi imposible apreciar ahora la vasta influencia del patriotismo de las mujeres el destino de la naciente república».
El antólogo y crítico Rufus Wilmot Griswold había ayudado a Ellet en la creación del libro y le dio acceso a los registros de la Sociedad Histórica de Nueva York, de la que era miembro. Sin embargo, la escritora no reconocía su asistencia, lo que enojó al vengativo Griswold. En una crítica, Griswold señaló: «con la asistencia de unos pocos caballeros más familiares que ella con nuestra experiencia pública y doméstica, ha hecho un valioso e interesante trabajo.»

### Trabajo posterior

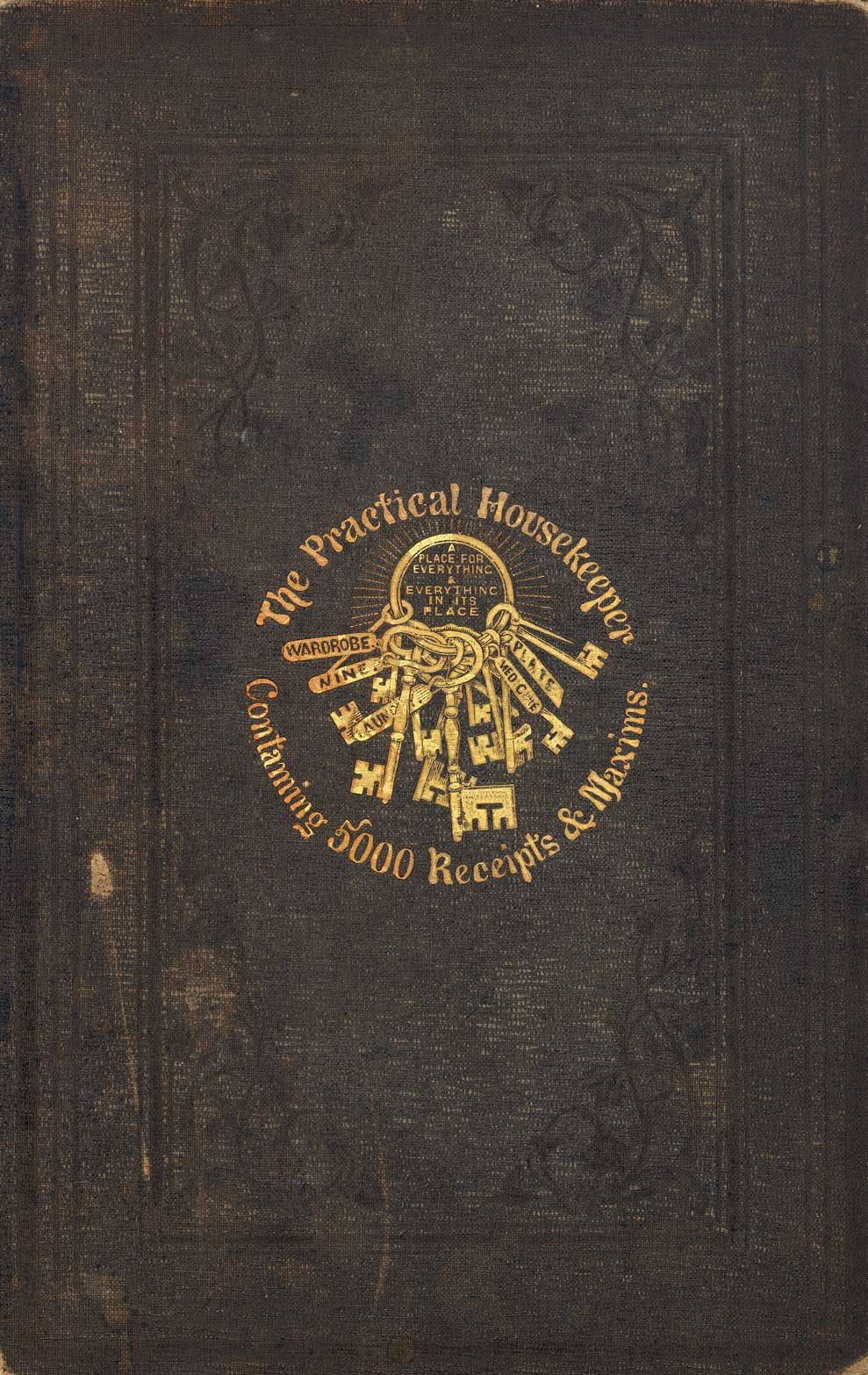
Cubierta de The Practical Housekeeper (1857)

Ya una establecida y respetada autora, Ellet escribió Family Pictures from the Bible (Figuras familiares de la Biblia) en 1849. En 1850, escribió Evenings at Woodlawn (Tardes en Woodlawn), una recopilación de leyendas y tradiciones alemanas, y Domestic History of the American Revolution (Historia doméstica de la revolución americana), posiblemente la única historia sobre la guerra de Independencia contada tanto de la perspectiva masculina como de la femenina. De 1851 a 1857 escribió Watching Spirits (Espíritus guardianes), Pioneer Women of the West (Mujeres pioneras del oeste), Novelettes of the Musicians (Novelas cortas de los músicos) y Summer Rambles in the West (Paseos de verano en el oeste), este último inspirado en un viaje en bote por el río Minnesota en 1852. Una ciudad local, Eden Prairie, recibió su nombre de Ellet y dedicó un camino en su honor.
En 1857, Ellet publicó una enciclopedia de 600 páginas sobre la economía doméstica estadounidense titulada The Practical Housekeeper (El ama de llaves práctica). La guía, que parecía estar orientada a un público femenino de clase media-alta, estaba organizada en tres partes: cocina, limpieza y cuestiones farmacéuticas. Incluía miles de recetas y consejos, con referencias a filósofos, científicos y civilizaciones antiguas. También tenía 500 ilustraciones de grabados en madera. En el prefacio escribió: «No se ha publicado en el país, dentro de los límites de un conveniente manual, un sistema completo sobre economía doméstica.»
Obras posteriores incluyen Women Artists in All Ages and Countries (Mujeres artistas de todos los tiempos y países, 1859), el primer libro de su estilo en representar una historia de artistas femeninas. Escribió The Queens of American Society (Las reinas de la sociedad americana 1867), y Court Circles of the Republic (Círculos de la corte de la república 1869), una mirada a la vida social de dieciocho presidentes desde George Washington a Ulysses S. Grant.

## Últimos años

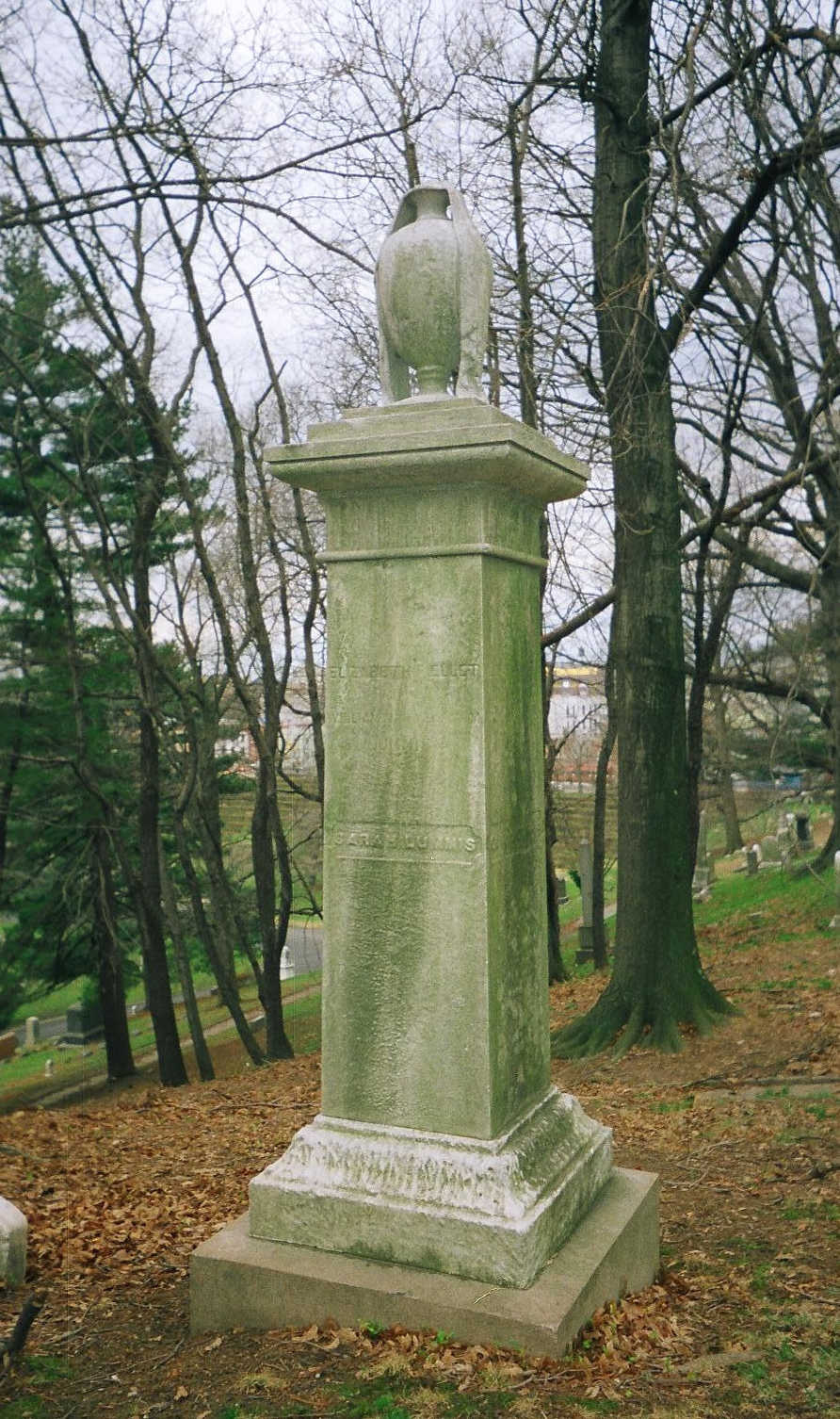
Tumba de Elizabeth Ellet.

En 1850, Ellet y su esposo se volvieron a mudar a Nueva York, dónde él pasó sus últimos años como un asesor químico para la compañía de gas de Manhattan. 
Ellet se vio envuelta en el caso de divorcio de Rufus Griswold con su segunda esposa, Charlotte Myers, en 1852. Junto a Ann S. Stephens le escribió a Myers diciéndole que no permitiese el divorcio, y a su vez, a Harriet McCrillis, quien se iba a casar con Griswold tras la separación, para que terminase su relación con él. Luego que el divorcio fuese concedido, Ellet y Stephens continuaron escribiendo a Myers y la convencieron de revocarlo el 23 de septiembre de 1853. El 24 de febrero de 1856, la apelación llegó a la corte, donde Ellet y Stephens dieron extensos testimonios en contra del carácter de Griswold. Ni este último ni Myers asistieron y la apelación fue desestimada. Cuando Griswold murió en 1857, Sarah Anna Lewis, amiga y escritora del editor, sugirió que Ellet había empeorado su enfermedad y que había «acosado a Griswold hasta la muerte».
En 1857 Ellet reemplazó a Ann Stephens como editora literaria del Evening Express de Nueva York. Su esposo murió dos años más tarde, en 1859. Continuó escribiendo, y a pesar de no tener hijos, impulsó caridades para mujeres y niños empobrecidos dando conferencias para reunir fondos. Ellet, episcopalista la mayor parte de su vida, se convirtió al catolicismo en sus últimos años. Murió de la enfermedad de Bright en la ciudad de Nueva York el 3 de junio de 1877, y fue enterrada junto a su esposo en el cementerio de Green-Wood en Brooklyn.

## Legado
Ellet fue la primera historiadora en escribir extensivamente sobre la relación de las mujeres con la Revolución americana. Creía que las mujeres daban forma a la historia con su influencia, lo que se hacía con «sentimiento». Creía que era tan difícil de definir que declaró que «la historia no le puede hacer justicia».

## Obras
Lista de obras según el proyecto MSU de historia estadounidense.
- Euphemio of Messina (1834) traducción
- Poems, Translated and Original incluyendo la obra teatral Teresa Conarini (1835)
- The Characters of Schiller (1839)
- Joanna of Sicily (1840)
- Rambles about the Country (1840)
- The Women of the American Revolution (1848-50) (3 volúmenes)
- Evenings at Woodlawn (1849)
- Family Pictures from the Bible (1849)
- Domestic History of the American Revolution (1850)
- Watching Spirits (1851)
- Nouvelettes of the Musicians (1851)
- Pioneer Women of the West (1852)
- Summer Rambles in the West (1853),
- The Practical Housekeeper (1857)
- Women Artists in All Ages and Countries (1859)
- The Queens of American Society (1867)
- Court Circles of the Republic (1869)